# Milán Májer
Milán Májer (Budapest, 28 giugno 1999) è un calciatore ungherese, attaccante del Kecskemét.

## Carriera

### Club
Cresciuto nel Tordas e nel  Mustang SE, nel 2012 entra nel settore giovanile dell'Honvéd, ha esordito in prima squadra il 31 marzo 2018 disputando l'incontro di Nemzeti Bajnokság I pareggiato 1-1 contro il Diósgyőr. Nella stagione successiva ha invece esordito nelle competizioni UEFA per club, giocando una partita nei turni preliminari di Europa League.
Nel luglio 2022 lascia l'Honvéd per accasarsi a titolo definitivo allo Zalaegerszeg. Utilizzato scarsamente, a febbraio 2023 si accasa al Kecskemét con cui firma un contratto fino al 30 giugno 2025.

### Nazionale
Ha giocato nelle nazionali giovanili ungheresi Under-19 ed Under-21.

## Statistiche

### Presenze e reti nei club
Statistiche aggiornate al 21 febbraio 2025.
| Stagione         | Squadra          | Campionato       | Campionato | Campionato | Coppe nazionali | Coppe nazionali | Coppe nazionali | Coppe continentali | Coppe continentali | Coppe continentali | Altre coppe | Altre coppe | Altre coppe | Totale | Totale |
| Stagione         | Squadra          | Comp             | Pres       | Reti       | Comp            | Pres            | Reti            | Comp               | Pres               | Reti               | Comp        | Pres        | Reti        | Pres   | Reti   |
| ---------------- | ---------------- | ---------------- | ---------- | ---------- | --------------- | --------------- | --------------- | ------------------ | ------------------ | ------------------ | ----------- | ----------- | ----------- | ------ | ------ |
| 2017-2018        | Honvéd II        | NB3              | 14         | 3          | -               | -               | -               | -                  | -                  | -                  | -           | -           | -           | 14     | 3      |
| 2018-2019        | Honvéd II        | NB3              | 23         | 13         | -               | -               | -               | -                  | -                  | -                  | -           | -           | -           | 23     | 13     |
| 2017-2018        | Honvéd           | NB1              | 8          | 0          | CU              | 0               | 0               | UCL                | 0                  | 0                  |             | -           | -           | 8      | 0      |
| 2018-2019        | Honvéd           | NB1              | 10         | 0          | CU              | 8               | 1               | UEL                | 1                  | 0                  |             | -           | -           | 18     | 1      |
| 2019-2020        | Gyirmót          | NB2              | 23         | 4          | CU              | 2               | 1               |                    | -                  | -                  |             | -           | -           | 25     | 5      |
| 2020-2021        | Győri ETO        | NB2              | 38         | 6          | CU              | 2               | 2               |                    | -                  | -                  |             | -           | -           | 40     | 8      |
| 2021-2022        | Honvéd II        | NB3              | 16         | 8          | -               | -               | -               | -                  | -                  | -                  | -           | -           | -           | 16     | 8      |
| Totale Honvéd II | Totale Honvéd II | Totale Honvéd II | 53         | 24         |                 | -               | -               |                    | -                  | -                  |             | -           | -           | 53     | 24     |
| 2021-2022        | Honvéd           | NB1              | 10         | 0          | CU              | 1               | 0               |                    | -                  | -                  |             | -           | -           | 11     | 0      |
| Totale Honvéd    | Totale Honvéd    | Totale Honvéd    | 28         | 0          |                 | 9               | 1               |                    | 1                  | 0                  |             | -           | -           | 38     | 1      |
| 2022-feb. 2023   | Zalaegerszeg     | NBI              | 8          | 0          | MK              | 1               | 0               | -                  | -                  | -                  | -           | -           | -           | 9      | 0      |
| feb.-giu. 2023   | Kecskemét        | NBI              | 14         | 0          | MK              | -               | -               | -                  | -                  | -                  | -           | -           | -           | 23     | 0      |
| 2023-2024        | Kecskemét        | NBI              | 25         | 0          | MK              | 4               | 0               | UECL               | 2                  | 0                  | -           | -           | -           | 31     | 0      |
| 2024-2025        | Kecskemét        | NBI              | 11         | 1          | MK              | 1               | 0               | -                  | -                  | -                  | -           | -           | -           | 12     | 1      |
| Totale Kecskemét | Totale Kecskemét | Totale Kecskemét | 50         | 1          |                 | 5               | 0               |                    | 2                  | 0                  |             | -           | -           | 57     | 1      |
| Totale carriera  | Totale carriera  | Totale carriera  | 200        | 35         |                 | 19              | 4               |                    | 3                  | 0                  |             | -           | -           | 222    | 39     |